# Jean-Henri d'Anglebert

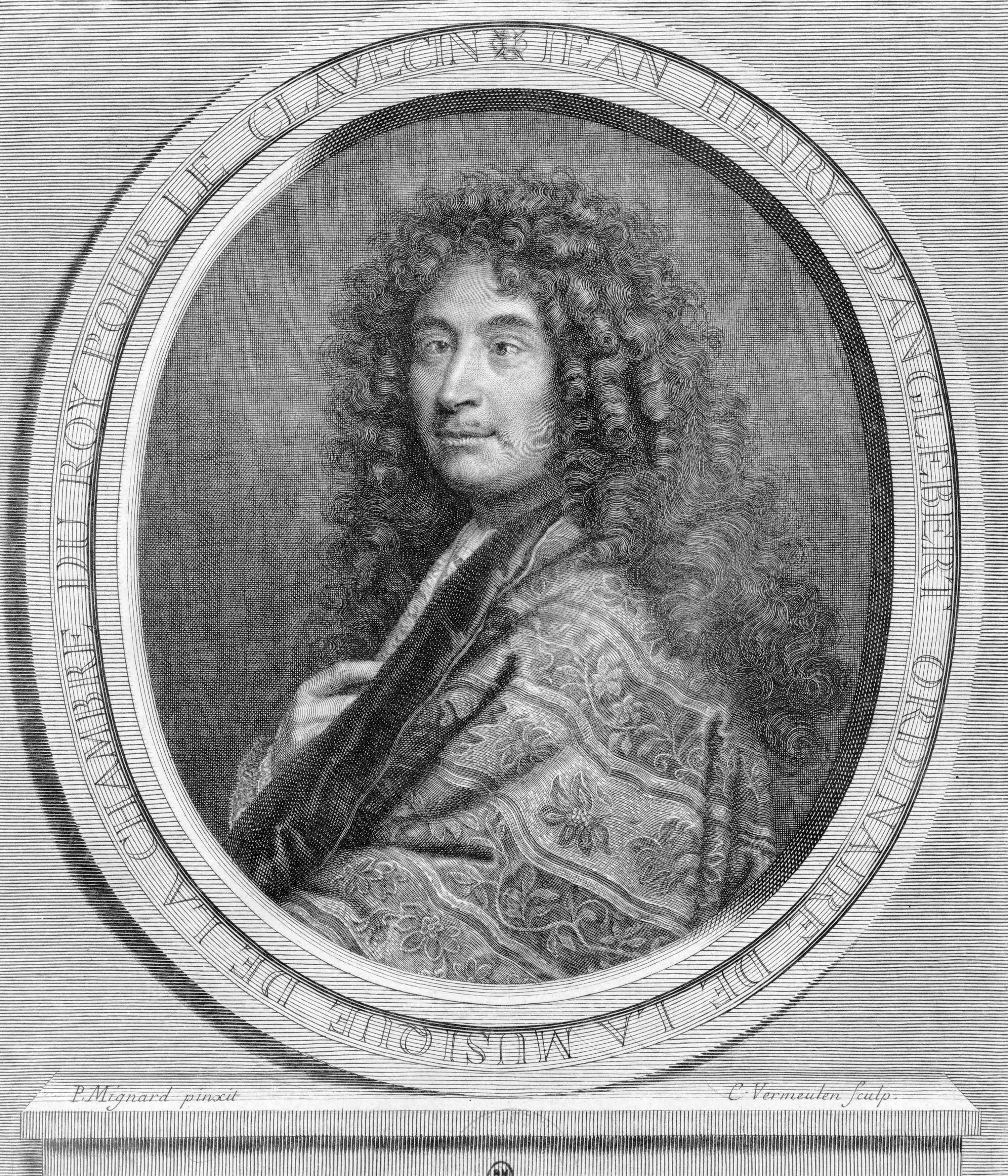
Jean-Henri d'Anglebert

Jean-Henri d'Anglebert, född 1 april 1629 och död 23 april 1691, var en fransk cembalist och kompositör.

## Biografi
D'Anglebert var hovklavecinist hos Ludvig XIV, och företräder rokokons säregna sirlighetsideal inom klaverstilen. I hans samling Pièces de clavecin (1689), omtryckt i Louise Farrencs samlingsverk Trésor des pianistes, finner man en förteckning över rokokons samtliga musikaliska utsmyckningstecken jämte anvisningar, hur de bör utföras.